# Mycobacterium smegmatis
Mycobacterium smegmatis là một loại vi khuẩn kháng axit trong ngành Actinobacteria và chi Mycobacterium. Nó dài từ 3,0 đến 5,0 µm vớihình dạng trực khuẩn và có thể được nhuộm bằng phương pháp Ziehl-Neelsen và phương pháp huỳnh quang auramine-rhodamine. Nó lần đầu tiên được báo cáo vào tháng 11 năm 1884 bởi Lustgarten, người đã tìm thấy một trực khuẩn với sự xuất hiện nhuộm của trực khuẩn lao trong các săng giang mai. Sau đó, Alvarez và Tavel tìm thấy các sinh vật tương tự như mô tả của Lustgarten cũng trong các chất tiết sinh dục bình thường(smegma). Sinh vật này sau này được đặt tên M. smegmatis.

## Bệnh lý học
M. smegmatis thường được coi là một vi sinh vật không gây bệnh; tuy nhiên, trong một số trường hợp rất hiếm, nó có thể gây bệnh.

## Sử dụng trong nghiên cứu
M. smegmatis rất hữu ích cho việc phân tích nghiên cứu các loài Mycobacteria khác trong các thí nghiệm trong phòng thí nghiệm. M. smegmatis thường được sử dụng trong công trình trên chi Mycobacterium do nó là "chủng phát triển nhanh" và không gây bệnh. M. smegmatis là một mô hình đơn giản dễ làm việc, ví dụ, với thời gian tăng gấp đôi nhanh và chỉ yêu cầu phòng thí nghiệm an toàn sinh học cấp 1. Thời gian và cơ sở hạ tầng phức tạp cần thiết để làm việc với các loài gây bệnh khiến các nhà nghiên cứu sử dụng M. smegmatis làm mô hình cho các loài Mycobacterial. Loài này chia sẻ hơn 2000 gen tương đồng với M. tuberculosis và có cùng cấu trúc tế bào đặc biệt của M. tuberculosisvà các loài vi khuẩn khác. Nó cũng có khả năng oxy hóa carbon monoxide aerobically, như là M. tuberculosis.
Việc phát hiện ra các plasmid, phage và các yếu tố di truyền di truyền đã cho phép xây dựng các hệ thống gen phóng xạ và hoạt động gen chuyên dụng. Dòng M. smegmatis mc 2 155 có khả năng siêu biến đổi, và bây giờ là công cụ làm việc của di truyền mycobacteria. Hơn nữa, nó dễ nuôi cấy trong hầu hết các môi trường thí nghiệm tổng hợp hoặc phức tạp, nơi nó có thể hình thành các khuẩn lạc nhìn thấy được trong 3-5 ngày. Những tính chất này làm cho nó trở thành một sinh vật mô hình rất hấp dẫn đối với M. tuberculosis và các tác nhân gây bệnh mycobacteria khác. M. smegmatis mc 2 155 cũng được sử dụng để trồng mycobacteriophage. Bộ gen hoàn chỉnh của M. smegmatis đã được giải trình tự bởi TIGR, và các vi ma trận đã được sản xuất bởi chương trình PFGRC (http://pfgrc.tigr.org/descriptionPages.shtml Lưu trữ ngày 14 tháng 8 năm 2007 tại Wayback Machine), bổ sung thêm vào việc sử dụng nó như là một hệ thống mô hình để nghiên cứu mycobacteria.

## Transformation
Transformation là một quá trình mà một tế bào vi khuẩn lấy DNA đã được một tế bào khác giải phóng vào môi trường xung quanh, và sau đó kết hợp DNA đó vào hệ gen của chính nó bằng cách tái tổ hợp tương đồng (xem Chuyển đổi (di truyền học)). Các chủng M. smegmatis có máy móc sửa chữa DNA đặc biệt hiệu quả, như được chỉ ra bởi khả năng chống chịu lớn hơn của DNA đối với các tác nhân gây hại của các tác nhân như UV và mitomycin C, được chứng minh là có khả năng biến đổi cao nhất. Điều này cho thấy sự biến đổi trong M. smegmatis là một quá trình sửa chữa DNA, có lẽ là một quá trình sửa chữa tái tổ hợp, giống như ở các loài vi khuẩn khác.

## Sự kết hợp
Việc chuyển DNA liên kết trong M. smegmatis đòi hỏi sự tiếp xúc ổn định và mở rộng giữa chủng cho và chủng nhận, là kháng DNase, và DNA được chuyển giao là hợp nhất vào nhiễm sắc thể của chủng nhận bằng cách tái tổ hợp tương đồng. Tuy nhiên, trái ngược với hệ thống liên hợp nổi tiếng của E. coli Hfr, trong M. smegmatis tất cả các vùng của nhiễm sắc thể được chuyển giao với hiệu quả tương đương và liên hợp mycobacteria là nhiễm sắc thể, chứ không phải dựa trên plasmid. Gray et al. đã báo cáo sự pha trộn đáng kể của bộ gen của cha mẹ do sự liên hợp và được nhắc đến sự pha trộn này như gợi nhớ đến các sản phẩm sinh học hữu tính (xem Nguồn gốc của sinh sản hữu tính)

## Sửa chữa DNA
M. smegmatis dựa vào các con đường sửa chữa DNA để chống lại sự phá hủy DNA. Ngắt sợi đôi đặc biệt đe dọa khả năng tồn tại của vi khuẩn. M. smegmatis có ba lựa chọn để sửa chữa các đứt sợi đôi; tái tổ hợp tương đồng (homologous recombination - HR), sự kết thúc không tương đồng (non-homologous end joining - NHEJ), và ủ sợi đơn (single-strand annealing - SSA). Con đường HR của M. smegmatis là yếu tố quyết định chính của khả năng chống bức xạ ion hóa và tổn thương DNA oxy hóa. Con đường này liên quan đến việc trao đổi thông tin giữa nhiễm sắc thể bị hư hỏng và một nhiễm sắc thể tương đồng khác trong cùng một tế bào. Nó phụ thuộc vào protein RecA xúc tác trao đổi sợi và protein DNA có vai trò như một nuclease tiền synap. Nhân sự là một quá trình sửa chữa chính xác và là con đường ưu tiên trong quá trình tăng trưởng.
Con đường NHEJ để sửa chữa đứt gãy sợi đôi liên quan đến việc nối lại các đầu bị hỏng. Nó không phụ thuộc vào nhiễm sắc thể tương đồng thứ hai. Con đường này đòi hỏi protein Ku và một ligase DNA phụ thuộc nhiều chức năng ATP (ligase D). NHEJ hiệu quả nhưng không chính xác. Sự biets kín các DNA bị đứ đoạn kết thúc trong một chuỗi gen chức năng xảy ra với tần suất đột biến khoảng 50%. NHEJ là con đường ưa thích trong giai đoạn tĩnh, và nó bảo vệ M. smegmatis chống lại tác hại của sự sấy khô.
SSA được sử dụng như là một con đường sửa chữa khi đứt gãy sợi đôi phát sinh giữa các chuỗi lặp lại trực tiếp trong DNA. SSA liên quan đến cắt bỏ sợi đơn, ủ các lần lặp lại, loại bỏ nắp, làm đầy khoảng cách và thắt. Trong M. smegmatis, con đường SSA phụ thuộc vào RecBCD helicase-nuclease.